# أنطوني كينيدي
أنطوني كينيدي (بالإنجليزية: Anthony Kennedy) (مواليد 23 يوليو 1936 -) هو قاضٍ أمريكي شغل منصبا في المحكمة العليا للولايات المتحدة ما بين عامي 1988 إلى 2018. تم ترشيح كينيدي من قبل الرئيس الأمريكي رونالد ريغان في سنة 1988. وذلك مُنذ تقاعد ساندرا داي أوكونور، فقد كان كنيدي يعتبر صوتاً متأرجحاً في العديد من القضايا، وكان صوته يعتبر هو الأهم حيث كان صوته يشكل الصوت الأخير في القضايا التي تقرر بتصويت (5-4).
اشتُهر بقيامه بالتصويت مع السماح بزواج المثليين في الولايات المتحدة وذلك بعد تعادل تصويت القضاة في 26 يونيو 2015.

## حياته
ولِد كينيدي في عائلة أمريكية من أصول إيرلندية في مدينة ساكرامنتو. والده كان مُحامياً ذو شُهرة ونفوذ بالمجلس التشريعي لولاية كاليفورنيا. في صِباه كان انطوني على تواصل مع سياسين بارزين مثل حاكم ولاية كاليفورنيا إيرل وارين، والذي أصبح لاحقاً رئيس المحكمة العليا الأمريكية. شَغل مَنصِّب عضو في مجلس الشيوخ لولاية كاليفورنيا عندما كان شاباً.
التحق كينيدي بجامعة ستانفورد من (1954 - 1958)، حيثُ حَصوله على بكالوريوس في العلوم السياسية، بعد أن أمضى سنته العُليا في كلية لندن للاقتصاد. ثم حصل على البكالوريوس في القانون من كلية هارفارد للحقوق سنة 1961.

## تقاعده
أعلن كينيدي عن تقاعده من المحكمة العليا في 27 يونيو 2018، على أن يكون تاريخ تقاعده رسميا 31 يوليو 2018.  في 9 يوليو أعلن الرئيس الأميركي دونالد ترمب عن ترشيح الكاتب القانوني السابق لكينيدي، بريت كافانو، لشغل مكان كينيدي بعد استقالته. لا يزال ترشيح كافانوه في بدايته، وينتظر إجراء مناقشات وجلسات استماع في مجلس الشيوخ الأميركي بخصوص تعيين مرشح الرئيس. من الجدير بالذكر أن القاضي نيل غورساتش، الذي رشحه دونالد ترمب وعينه مجلس الشيوخ في إبريل 2017 مكان أنتونين سكاليا، كان أيضا ككافانوه كاتبا قانونيا لدى كينيدي.

## روابط خارجية
- أنطوني كينيدي على موقع الموسوعة البريطانية (الإنجليزية)
- أنطوني كينيدي على موقع مونزينجر (الألمانية)
- أنطوني كينيدي على موقع إن إن دي بي (الإنجليزية)